# تاريخ المصرفية المركزية في الولايات المتحدة
ينطوي تاريخ المصرفية المركزية في الولايات المتحدة على العديد من الأنظمة المصرفية، والتي تتضمن الممارسات الجزافية المبكرة التي نُفّذت من خلال نظام الاحتياطي الفيدرالي الحالي.

## 1781-1836: بنك أمريكا الشمالية، البنك الأول والثاني للولايات المتحدة

### بنك أمريكا الشمالية
عارض بعض الآباء المؤسسين بشدة تأسيس نظام مصرفي وطني، واعتبر الكثيرون محاولة إنجلترا وضع المستعمرات تحت سيطرة بنك إنجلترا النقدية «القشة التي قصمت ظهر البعير» للقمع الذي أدى مباشرة إلى اندلاع الحرب الثورية الأمريكية.
أيّد آخرون بشدة تأسيس بنك وطني. ساهم روبرت موريس، مشرف الأمور المالية، في افتتاح بنك أمريكا الشمالية في عام 1782، ومنذ ذلك الحين، أطلق عليه توماس غودارد لقب «والد نظام الائتمان والتداول الورقي في الولايات المتحدة». في مطلع عام 1781، جرى توسعة نطاق عملية التصديق على مواد الاتحاد إلى الكونغرس لتشمل السلطة السيادية لتوليد مشاريع قوانين الائتمان، ولذلك، أصدر الكونغرس في وقت لاحق من ذلك العام مرسومًا يضم إدراج مصرف وطني مكتتب من القطاع الخاص على غرار بنك إنجلترا. مع ذلك، أُحبط في أداء دوره المقصود باعتباره بنكًا وطنيًا على صعيد البلاد بسبب الاعتراضات على «النفوذ الأجنبي المقلق والائتمان الوهمي»، والمحسوبية لصالح الأجانب والسياسات غير العادلة ضد البنوك الحكومية الأقل فسادًا التي تصدر أوراقها الخاصة، إلى الحد الذي جعل الهيئة التشريعية في ولاية بنسلفانيا تلغي ميثاقها للعمل داخل الكومنولث في عام 1785.

### البنك الأول للولايات المتحدة
في عام 1791، توصل ألكسندر هاميلتون، مساعد موريس السابق وكبير مناصري المصالح التجارية الشمالية، إلى حل وسط مع الهيئات التشريعية الجنوبية لضمان استمرار مشروع بنك موريس مقابل دعم الجنوب لبنك وطني، وافق هاميلتون على ضمان الدعم الكافي لنقل الكابيتول الوطني أو الفيدرالي من موقعه الشمالي المؤقت في نيويورك إلى موقع جنوبي في بوتوماك. نتيجة لذلك، رخّص الكونغرس البنك الأول للولايات المتحدة (1791-1811) في غضون عام ووقع جورج واشنطن عليه بعد فترة وجيزة. صُمم البنك الأول للولايات المتحدة على غرار بنك إنجلترا واختلف عن البنوك المركزية الحالية من نواح كثيرة. على سبيل الذكر، كانت ملكية تلك البنوك تعود جزئيًا إلى أجانب يتشاركون أرباحها. لم تكُن كذلك مسؤولة وحدها عن تصدير البلاد للأوراق النقدية. كانت مسؤولة عن 20% فقط من العملة المعروضة، بينما استأثرت بنوك الدولة بالباقي. عارض العديد من الآباء المؤسسين البنك بشدة. رأى توماس جيفرسون أن البنوك أحد العوامل المحفزة للمضاربة والتلاعب المالي والفساد. في عام 1811، انتهى ترخيص البنك الذي دام عشرين عامًا ولم يجدده الكونغرس. في ظل غياب البنك المعتمد اتحاديًا، شهدت الأعوام العديدة التالية انتشار سندات الخزنة الصادرة اتحاديًا لإنشاء ائتمان في الوقت الذي كافحت الحكومة خلاله لتمويل حرب عام 1812، وسرعان ما تبع ذلك تعليق معظم البنوك عمليات الدفع الخاص.

### البنك الثاني للولايات
بعد خمس سنوات، رخصت الحكومة الفيدرالية خليفتها، البنك الثاني للولايات المتحدة (1816-1836). وقع جيمس ماديسون الميثاق بهدف وقف التضخم الجامح الذي أصاب البلاد خلال فترة الخمسة أعوام المؤقتة. كان البنك في بادئ الأمر نسخة من البنك الأول، مع امتلاكه فروعًا في جميع أنحاء البلاد. ندد أندرو جاكسون، الذي أصبح رئيسًا في عام 1828، بالبنك باعتباره محركًا للفساد. اعتُبر تقويضه للبنك قضية سياسية رئيسية خلال ثلاثينيات القرن التاسع عشر وأسفر عن تشكيل نظام حزبي ثاني، حيث عارض الديمقراطيون في الولايات البنوك وحظوا بدعم حزب اليمين. لم يتمكن جاكسون من حل البنك، لكنه رفض تجديد ترخيصه. حاول جاكسون مواجهة ذلك بإصدار أمر تنفيذي يطالب بسداد جميع مدفوعات الأراضي الفيدرالية بالذهب أو الفضة، وذلك وفقًا لتفسيره دستور الولايات المتحدة، والذي يمنح الكونغرس فقط صلاحية «صك» الأموال، دون إصدار فواتير الائتمان. أعقب ذلك حدوث أزمة ذعر العام 1837. رفض البنك أمر استدعاء فحص سجلاته قطعيًا، ولاحظ رئيسه، نيكولاس بيدل، بدهشة أنه سيكون من دواعي السخرية أن يُزج به إلى السجن «بأصوات أعضاء الكونجرس لأنه لن يتخلى عن خطاباتهم السرية لأعدائهم». على الرغم من فساد الكونغرس، أُلقي القبض على بيدل في نهاية المطاف ووجهت إليه تهمة الاحتيال. انتهى ترخيص البنك في عام 1836.

## 1862-1837: حقبة الأعمال المصرفية الحرة
كانت البنوك الوحيدة القائمة في هذه الفترة هي الحكومية. اضطلعت هذه البنوك بإصدار أوراق نقدية مقابل العملات (عملات ذهبية وفضية) واضطلعت الولايات بتنظيم متطلبات الاحتياطي الخاصة بها، وأسعار الفائدة للقروض والودائع، ونسبة رأس المال اللازمة، وما إلى ذلك. كانت هذه المصارف قائمة منذ عام 1781، جنبًا إلى جنب مع مصارف الولايات المتحدة. سمح قانون ميشيغان (1837) بالترخيص التلقائي للبنوك التي تفي بمتطلباتها دون الحصول على موافقة خاصة من المجلس التشريعي للولاية. فتح هذا التشريع المجال أمام إنشاء بنوك غير مستقرة من خلال تناقص الإشراف في الدول التي تبنته. غالبًا ما كانت القيمة الفعلية لفاتورة البنك أقل من قيمتها الاسمية، وكان مقدار الخصم محكومًا بالقوة المالية للبنك المصدر. بحلول عام 1797، بلغ عدد البنوك المُرخصة في الولايات المتحدة 24 بنكًا، ومع بداية حقبة الأعمال المصرفية الحرة (1837) بلغ عددها 712.
خلال حقبة الأعمال المصرفية الحرة، كانت البنوك قصيرة العمر مقارنة بالبنوك التجارية الحالية، بمتوسط عمر بلغ خمس سنوات. انهار نحو نصف البنوك، وتوقف ثلثها عن العمل لعدم تمكنها من استرداد سنداتها.
خلال حقبة الأعمال المصرفية الحرة، اضطلعت بعض البنوك المحلية بأداء مهام البنك المركزي. في نيويورك، وفر صندوق تمويل السلامة في نيويورك التأمين على الودائع للمصارف الأعضاء. في بوسطن، ضمن بنك سوفولك أن تكون القيمة الإسمية للأوراق النقدية التي سيجري تداولها متقاربة، وقام بأعمل بيت تطهير للأوراق النقدية الخاصة.

## 1863-1913: البنوك الوطنية
فضلًا عن تقديم قروض دعم الجهود الحرب الأهلية للاتحاد، ينطوي القانون المصرفي الوطني الصادر عام 1863 على العديد من الأحكام التي تهدف إلى:
- إنشاء نظام مصرفي وطني. تعين على البنوك امتلاك معايير أعلى فيما يتعلق بالاحتياطيات والممارسات التجارية مقارنة بالبنوك الحكومية. تشير الدراسات الحديثة إلى امتلاك البنوك الاحتكارية الحكومية أدنى معدلات البقاء على المدى الطويل. أُنشئ مكتب المراقب المالي للعملة للإشراف على هذه البنوك.[5]
- إنشاء عملة وطنية موحدة. لتحقيق ذلك، طُلب من جميع البنوك الوطنية قبول عملات بعضها البعض بالقيمة الاسمية. أدى ذلك إلى تفادي خطر الخسارة في حالة التخلف عن السداد المصرفي. أصدر المراقب المالي للعملة الأوراق النقدية لضمان توحيد جودتها والحد من التزييف.
- تمويل الحرب، إذ طُلب من البنوك الوطنية تأمين أوراقها المالية من خلال الاحتفاظ بسندات الخزنة، وتوسيع السوق ورفع السيولة.

كما هو موضح في قانون كريشام، سرعان ما استُبدلت الأموال السيئة من بنوك الدولة بالأموال الجديدة الجيدة، وفرضت الحكومة ضريبة بنسبة 10%على فواتير البنوك الحكومية، ما أرغم معظم البنوك على التحول إلى البنوك الوطنية. بحلول عام 1865، أصبح عدد البنوك الوطنية القائمة 1500 بنك. في عام 1870، كان هناك 1638 بنك وطني مقابل 325 بنك حكومي. أسفرت الضريبة المفروضة في ثمانينيات القرن التاسع عشر وتسعينياته إلى إنشاء حسابات جارية واعتمادها. بحلول تسعينيات القرن التاسع عشر، كان 90% من المعروض النقدي على هيئة حسابات جارية، وانتعشت الخدمات المصرفية الحكومية مجددًا.
بقي القطاع المصرفي يعاني من عقبتين. تمثلت الأولى بشرط دعم العملة بسندات الخزينة. عندما تقلبت قيمة سندات الخزينة، أُرغمت البنوك على سحب القروض أو الاقتراض من بنوك أخرى أو مراكز المقاصة الأخرى. تمثلت العقبة الثانية بالارتفاعات الموسمية التي أحدثها النظام في مستويات السيولة. فعلى سبيل الذكر، كان لدى مصرف ريفي حسابات إيداع في مصرف أكبر، وانسحب منه عند ازدياد الحاجة إلى الأموال في موسم الزراعة. عندما أصبح إجمالي طلبات السيولة مرتفعًا جدًا، تعين على ذلك البنك أن يبحث مجددًا عن ملاذ أخير للإقراض.